# NGC 7746
NGC 7746 في الفهرس العام الجديد، هي مجرة، تقع في كوكبة الحوت. اكتشفت في 7 سبتمبر 1886 بواسطة لويس سويفت.

## روابط خارجية
- NGC 7746 على موقع ويكي سكاي: DSS2, SDSS, GALEX, IRAS, Hydrogen α, X-Ray, Astrophoto, Sky Map, Articles and images